# Џон Тајлер
Џон Тајлер (енгл. John Tyler; Округ Чарлс Сити, 29. март 1790 — Ричмонд, 18. јануар 1862) је био десети председник Сједињених Америчких Држава. Дуго времена је био члан Демократско-републиканске странке а као члан Виговске партије изабран је за потпредседника. Председник је постао 1841. године. Његов потпредседнички мандат почео је 4. марта 1841. године а месец дана касније након смрти председника Вилијама Хенрија Харисона 4. априла настала је криза око наслеђивања. Опозиција је предлагала да наследник настави да носи потпредседничко звање и да привремено обавља положај председника. Најзад, на председнички положај је ступио Тајлер стварајући на тај начин преседан на основу којег ће се одлучивати у будућим сличним случајевима. Тајлеров начин ступања на положај је законски прихваћен тек Двадесетпетим амандманом из 1967. године. Његов највећи успех било је анектирање Републике Тексас 1845. године. Тајлер је био први председник рођен након доношења Устава САД.
Имао је петнаесторо деце из два брака, највише од свих америчких председника.

## Галерија
- Џон Тајлер
- Поштанска марка са ликом Џона Тајлера
- Летиција Тајлер